# Wernher von Braun
Pour les articles homonymes, voir Braun et Von Braun.
Wernher Magnus Maximilian Freiherr von Braun, né le 23 mars 1912 à Wirsitz (Posnanie) et mort le 16 juin 1977 à Alexandria (Virginie), est un ingénieur allemand puis américain, connu pour son rôle dans le développement de la fusée.
Âgé de 18 ans, Wernher von Braun rejoint la Verein für Raumschiffahrt où il met au point de petites fusées expérimentales. Il s'engage par la suite dans l'armée allemande pour poursuivre ses travaux, dans le contexte du réarmement de l'Allemagne sous le Troisième Reich. Pendant la Seconde Guerre mondiale, il met au point le V2, premier missile balistique de l'histoire.
Après la capitulation allemande, Wernher von Braun est transféré aux États-Unis dans le cadre de l'opération Paperclip et placé à la NASA. Lorsque la course à l'espace est lancée en 1957, c'est sa fusée Juno I qui place en orbite le premier satellite artificiel américain Explorer 1. Spécialiste reconnu des lanceurs, il devient responsable du développement de Saturn V, qui permet la mission Apollo 11 et l'exploration de la Lune. Il quitte la NASA en 1972, à la suite de la réduction du budget alloué au programme spatial américain. Plaidant pour l'exploration de Mars, il reçoit la National Medal of Science avant de mourir d'un cancer en 1977.
Von Braun est un personnage très controversé, ayant eu une relation complexe et ambivalente avec le régime nazi, en tant qu'adhérent du parti nazi, officier SS, et cadre d'une usine d'armement utilisant des prisonniers issus des camps. Pour certains, il a participé sans état d'âme à l'effort de guerre allemand et a échappé à la justice, tandis que d'autres mettent en avant son opportunisme et son rôle de père de la conquête spatiale.

## Biographie

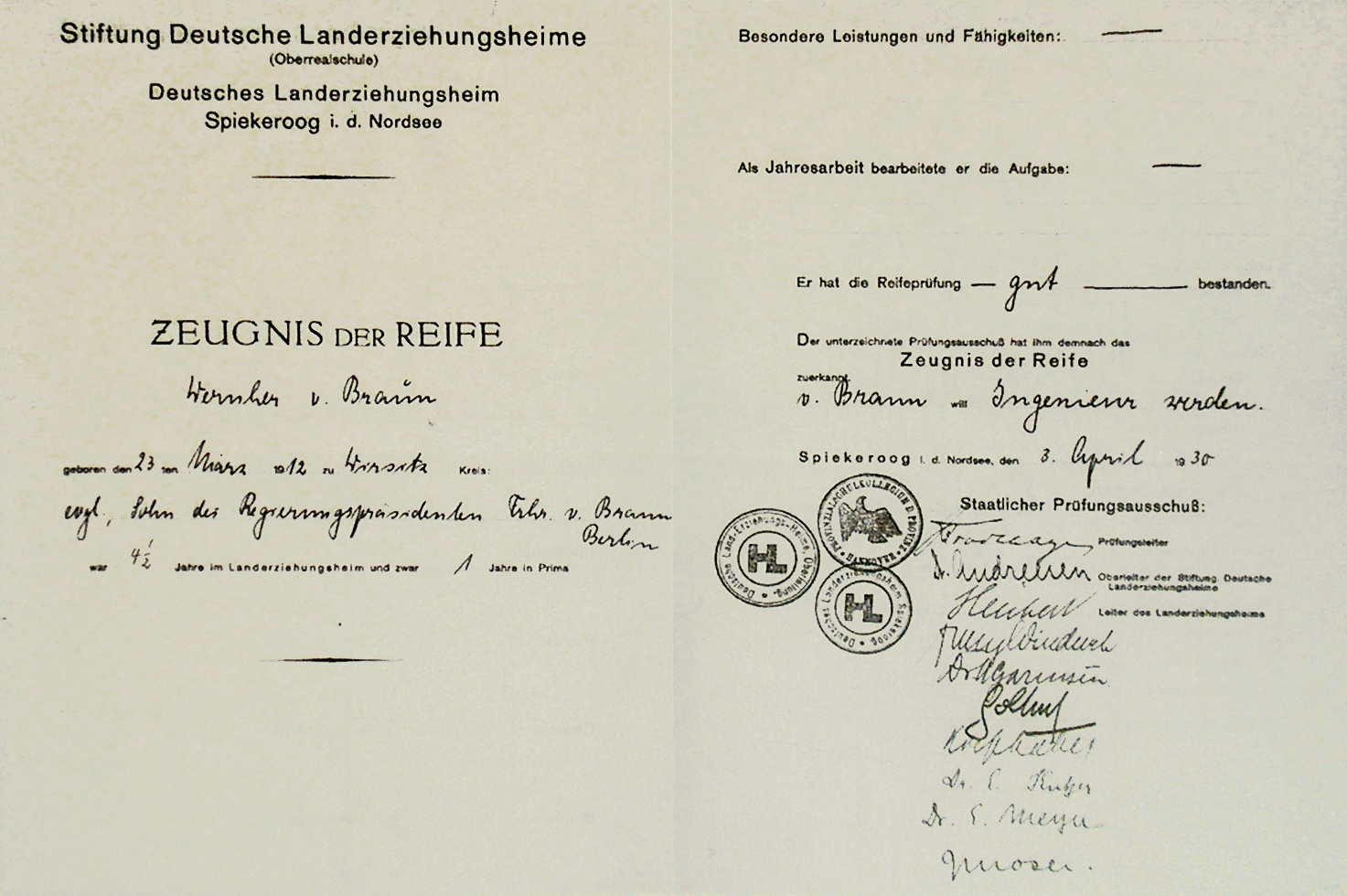
Certificat de maturité de Wernher von Braun en 1930 au lycée Landerziehungsheim à Spiekeroog.

### Enfance
Wernher Magnus Maximilian Freiherr von Braun naît à Wirsitz (aujourd'hui en Pologne) dans la province de Posnanie qui faisait à l'époque partie de l'Empire allemand. Il est le deuxième des trois fils d'une famille de l'aristocratie allemande portant le titre de baron (Freiherr). Son père Magnus Freiherr von Braun (1878-1972) est un haut fonctionnaire qui fera partie du cabinet du ministère de l'Agriculture sous la république de Weimar. Sa mère Emmy von Quistorp (1886-1959) a une longue ascendance aristocratique. Elle reçut une éducation primaire et secondaire de bonne qualité, notamment encouragée par son père. Elle s'était passionnée pour les sciences naturelles. Elle lui offre son premier télescope.
La famille de Wernher von Braun déménage à Berlin en 1915 où son père prend un poste au ministère de l'Intérieur. Alors âgé de 12 ans, Wernher, qui est inspiré par les records de vitesse établis par Max Valier et Fritz von Opel à l'aide de voitures propulsées par des fusées, crée un incident dans une rue fréquentée avec une voiture-jouet à laquelle il a attaché des feux d'artifice, ce qui lui vaut un court séjour au poste de police. Musicien accompli au piano et au violoncelle, Wernher peut jouer de mémoire du Bach et du Beethoven. Il reçoit des leçons du compositeur Paul Hindemith et veut un temps devenir compositeur. En 1925, il entre dans un internat à Ettersburg, près de Weimar, où ses notes sont médiocres en mathématiques et en physique. Il achète à cette époque un exemplaire de l'ouvrage de Die Rakete zu den Planetenräumen (Les fusées dans l'espace interplanétaire) du pionnier de l'astronautique allemand Hermann Oberth. En 1928, ses parents le placent dans l'internat Hermann-Lietz, sur l'île de Spiekeroog qui fait partie de l'archipel de la Frise-Orientale.

### Pionnier de l'astronautique

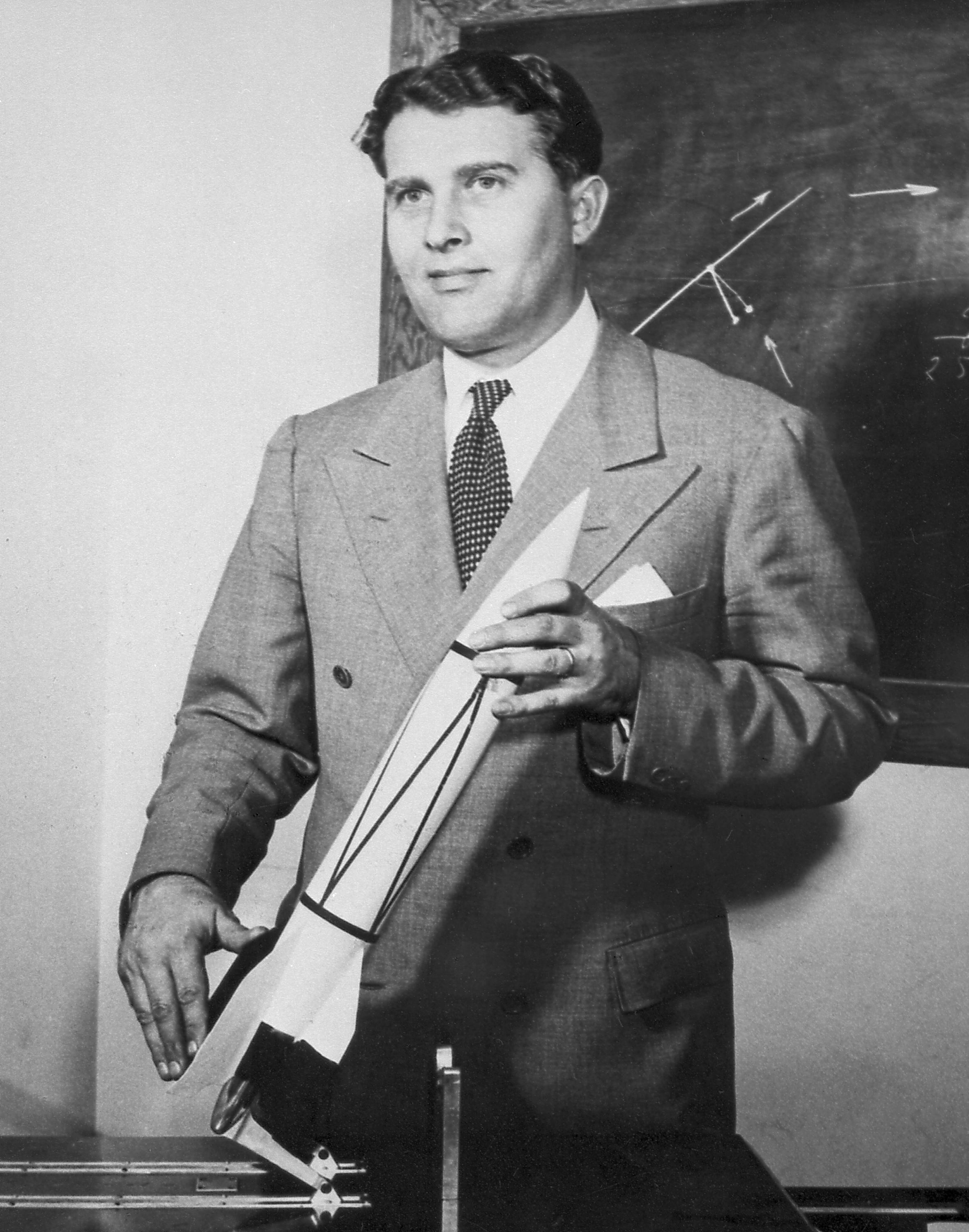
Wernher von Braun portant une maquette d'un missile V2.

Comme pour les autres précurseurs de l'astronautique, sa passion pour cette discipline naît de la lecture des écrits et calculs de Constantin Tsiolkovski. Doué en mathématiques, von Braun fait ses études à l’École polytechnique fédérale de Zurich et à l'université technique de Berlin (l’Institut Kaiser-Wilhelm) où il reçoit son diplôme d'ingénieur en mécanique, tout en consacrant ses loisirs, à partir de 1930, à construire et à expérimenter de petites fusées au sein d'une équipe réunie par le précurseur Hermann Oberth, la VfR, sigle de Verein für Raumschiffahrt (« Association pour la navigation aérospatiale »). Les expérimentations ont lieu à Reinickendorf dans Berlin, sur un terrain de cent cinquante hectares, qu'ils baptisent Raketenflugplatz (« aérodrome des fusées »).

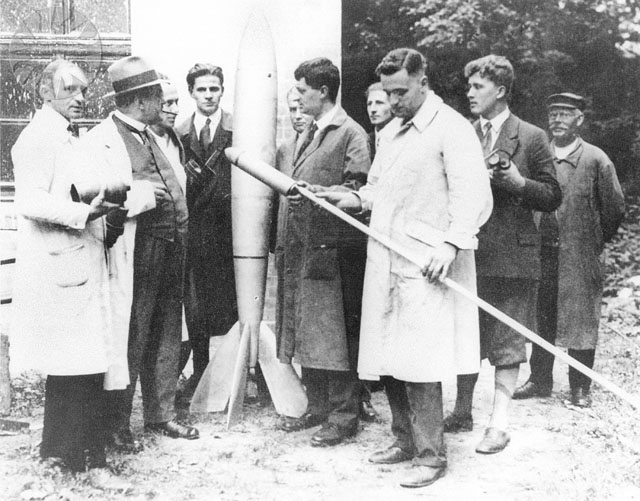
Oberth, von Braun, etc. 1930 VFR german rocket society

À partir de 1929 l'armée de terre allemande commence à s'intéresser aux fusées. Elle crée un « Bureau des engins balistiques spéciaux » rattaché à la direction de l'armement, dirigé par le colonel Karl Becker et le capitaine Walter Dornberger. Celui-ci est chargé de mettre au point des fusées à propergol solide de 5 à 9 kg et d'effectuer des recherches théoriques sur la propulsion à ergols liquides. Un champ de tir militaire situé à Kummersdorf dans la banlieue de Berlin est utilisé pour effectuer des lancements de roquettes à propergol solide entre 1930 et 1932. Becker et Dornberger, qui ont suivi les travaux du VfR, concluent au printemps 1932 un accord avec Rudolf Nebel pour que celui-ci effectue un tir de sa fusée Repulsor à Kummersdorf contre une rémunération de 1 000 Reichsmark. Le vol qui a lieu en juillet est un demi-succès, mais Dornberger propose tout de même de subventionner les travaux à condition qu'ils soient menés de manière scientifique et que les essais ne soient plus publics. Nebel, bien qu'adhérent de l'association paramilitaire de droite Stahlhelm, Bund der Frontsoldaten, refuse ces conditions car il se méfie des militaires et entretient des relations difficiles avec Becker. Celui-ci a plus de succès lorsqu'il fait la même proposition à von Braun qui a participé aux négociations entre Nebel et les militaires. Becker propose de financer une thèse de von Braun sur la propulsion à ergols liquides, à condition que les essais des fusées issues de ces travaux se déroulent à Kummersdorf. En novembre 1932, von Braun et le mécanicien Heinrich Grünow commencent le développement d'une nouvelle fusée. Trois mois plus tard, ils font fonctionner durant 60 secondes sur banc d'essais un moteur à ergols liquides d'une poussée de 103 kilogrammes brûlant un mélange d'oxygène liquide et d'alcool. Un deuxième moteur, refroidi par circulation d'alcool et fournissant une poussée triple, fonctionne quelques mois plus tard.

### Au service de l'armée allemande

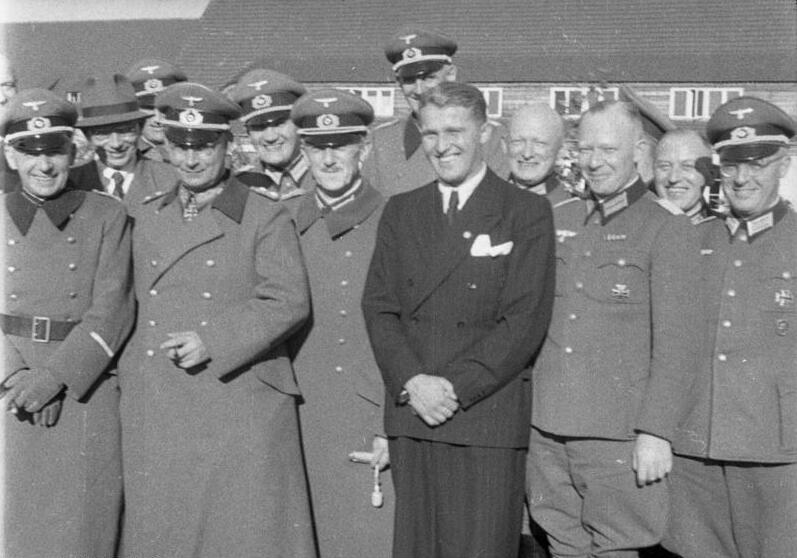
Peenemünde, mars 1941, dans le cadre du programme des missiles V2, de gauche à droite : Walter Dornberger, Friedrich Olbricht, Heinz Brandt et Wernher von Braun (en civil).

Le 16 avril 1934, von Braun remet sa thèse de doctorat sur la propulsion des fusées, intitulée Solutions théoriques et expérimentales au problème des fusées propulsées par des carburants liquides. Technique des fusées et recherche dans le domaine du vol spatial. Classée confidentielle, elle n'est publiée qu'en 1960. Longue et périlleuse avec les matériaux de l'époque, la mise au point d'un moteur-fusée à propergols (carburant et comburant) liquides est menée en collaboration avec le Dr Thiel. En 1934, Wernher von Braun lance de l'île de Borkum, en mer du Nord, deux exemplaires (Max et Moritz) de la fusée A2 (Aggregat 2) dont le moteur développe une tonne de poussée. Ils atteignent l'altitude de 2 200 mètres. En août 1935, le groupe de von Braun reçoit 5 millions de marks de la Luftwaffe et 6 millions de l'armée pour développer un moteur-fusée.
Début 1936, von Braun se rend sur la côte de la Poméranie à la recherche d'un terrain d'essais pour fusées. Il le trouve à Peenemünde, dans l'île d'Usedom. L'équipe de von Braun a besoin d'un espace au bord de la mer Baltique pour tirer le long des côtes et installer des bases de mesure. Le 2 avril 1936, lors d'une conférence, la décision d'acquérir le terrain d'Usedom est entérinée. Le soir même, le maire de la commune signe l'acte d'achat qui comprend le déplacement des habitants. La construction du centre d'essais démarre en avril 1936.

### Mise au point du missile balistique V2

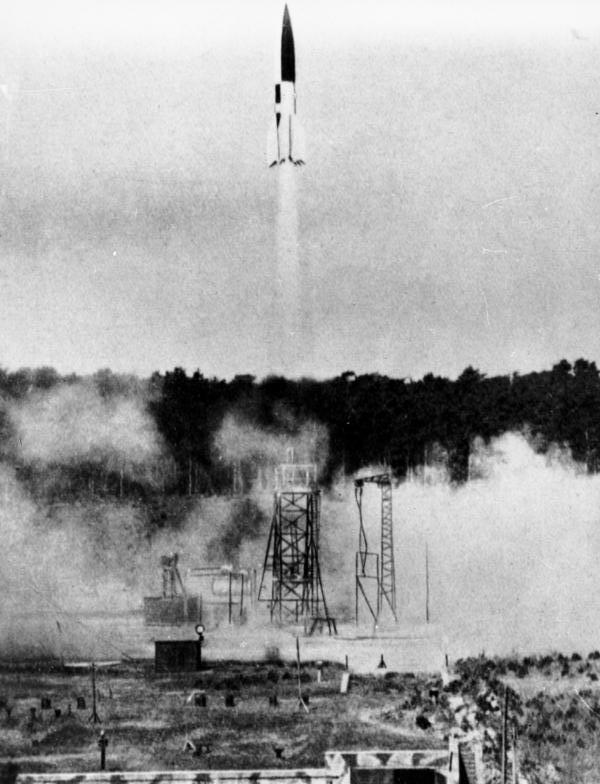
V2, quatre secondes après le décollage depuis le banc d'essai VII du centre de recherches balistiques de Peenemünde le 21 juin 1943 guerre mondiale.

En 1937, toujours pour obtenir davantage de moyens, Von Braun adhère au parti nazi, le NSDAP. Il reconnaîtra après-guerre avoir personnellement rencontré Hitler à trois reprises : la première fois au centre d'essais de Kummersdorf en 1934, et deux autres fois à Berlin au cours de l'année 1942. Il est nommé directeur technique du centre d'essais de Peenemünde et assure entre 1939 et 1942 la mise au point de la fusée A4 (Aggregat 4) qui, utilisée comme arme, prendra le nom de V2 (V pour Vergeltungswaffe « arme de représailles ») et dont plus de 3 000 exemplaires seront lancés principalement sur l'Angleterre (Londres), la Belgique (Anvers, Liège, Bruxelles) et les Pays-Bas (La Haye) en 1944 et 1945.
Du 17 au 18 août 1943, le bombardement de Peenemünde par les Alliés ralentit considérablement l'avancée des travaux. Plus de 500 prisonniers sont tués, ainsi que Walter Thiel, spécialiste des fusées et collègue de von Braun.
En 1944, il est décoré de la croix du Mérite de guerre. Adulé par le régime — Hitler voit en lui le type du surhomme aryen — il est promu trois fois par Himmler, la dernière fois, en juin 1943, comme SS-Sturmbannführer,. En 1943, Hitler donne la priorité absolue au programme des fusées A4. La fabrication des V2 s'intensifie et leur construction commence à utiliser des déportés des camps de concentration de Dora-Mittelbau et Buchenwald. Von Braun appartient à l'équipe dirigeante des spécialistes des fusées, supervisant les ingénieurs, les travailleurs civils et les déportés de Dora.
Von Braun avait cependant compris à cette époque que l'Allemagne ne pouvait pas gagner la guerre et que le V2 ne serait pas l'arme miracle capable de retourner la situation militaire. Il l'évoque ouvertement avec ses équipes, ainsi que ses projets sur l'avenir civil des fusées, notamment pour le trafic postal entre les États-Unis et l'Europe. Il est alors arrêté par la Gestapo le 14 mars 1944 avec deux de ses collaborateurs pour défaitisme et sabotage, en l'occurrence pour avoir consacré « des ressources vitales pour la guerre à des projets pacifiques ». Walter Dornberger et Albert Speer, ministre de l'Armement et de la Production de guerre, obtiennent de Hitler sa libération conditionnelle après deux semaines de cachot. Dans ses mémoires, Albert Speer précise que Hitler lui aurait déclaré : von Braun « sera à l'abri de toute poursuite pénale aussi longtemps qu'il me sera indispensable ».

### OpérationPaperclip

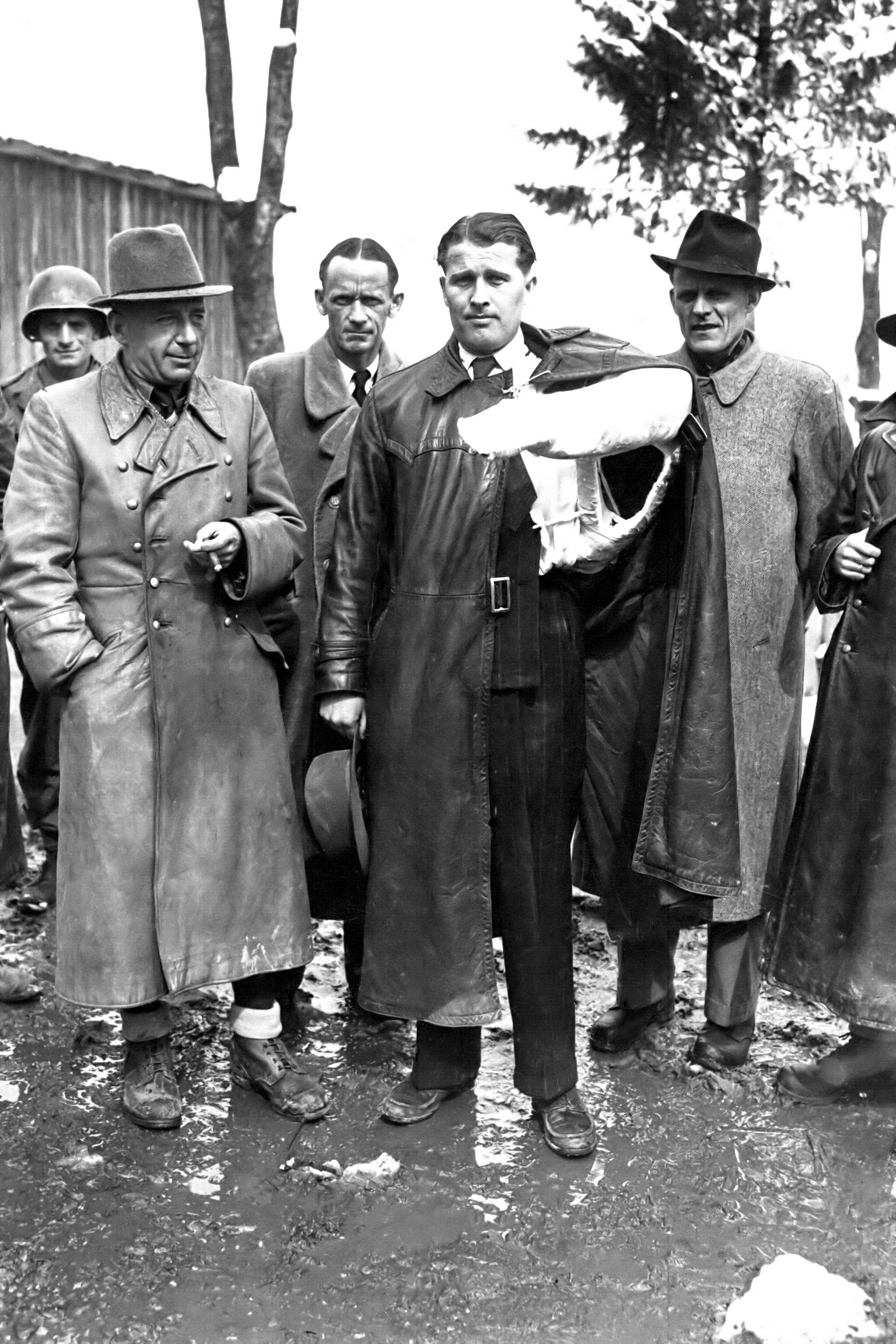
Von Braun le 3 mai 1945, juste après s'être livré à l'armée américaine.

Vers l'automne 1944, les ingénieurs et scientifiques de l'industrie militaire comprennent que la défaite est inéluctable et von Braun voit son avenir de scientifique en Allemagne sérieusement compromis. Fils de directeur de coopérative et homme politique de droite, élevé dans l'exécration du communisme, Wernher von Braun choisit, après quelques hésitations, de partir en Amérique.
Mais la SS est chargée de prévenir toute fuite de cerveaux allemands, et ordre est donné d'éliminer ceux qui tentent de fuir. Dans les derniers jours d'avril 1945, von Braun, blessé quelques semaines plus tôt dans un accident de voiture, réussit avec une grande partie de son équipe d'ingénieurs et de techniciens de haut niveau (une centaine de personnes) à échapper à la surveillance des commandos SS après s'être caché dans des grottes. Le 2 mai 1945, dans une station de ski bavaroise, il se rend aux alliés à la suite du contact établi par son frère Magnus avec le soldat de seconde classe Schweikert qui participait à une patrouille avancée américaine. Le savant et son équipe sont ensuite récupérés par les Américains dans le cadre de l'opération Paperclip.
Le 20 septembre 1945, von Braun arrive aux États-Unis. Il traverse alors une période d'inactivité pendant laquelle les différentes composantes de l'armée américaine se disputent la filière de développement des missiles balistiques. Durant cette période, les services secrets lui assignent deux hommes en permanence pour le surveiller et l'assister dans sa vie quotidienne en Amérique : il est soigneusement gardé en réserve. Finalement, von Braun et les scientifiques de son équipe sont transférés à Fort Bliss au Texas, vaste base militaire de l'armée de terre : c'est donc la composante armée de terre des Forces armées des États-Unis qui développera la filière. Les domaines de compétence qui lui sont assignés sont : la poursuite des travaux allemands portant sur les missiles intermédiaires A9 et A10 pour développer un IRBM, un ICBM et un lanceur.
Pendant son séjour à Fort Bliss, von Braun envoie une demande en mariage à sa jeune cousine, Maria Luise von Quistorp (née le 10 juin 1928). Autorisé à retourner en Allemagne, il l'épouse le 3 mars 1947 en l'église luthérienne de Landshut. Le couple revient à New York, avec les parents de Maria, le 26 mars 1947. Ils auront trois enfants : Iris (1948), Margrit (1952) et Peter (1960) von Braun. Le 15 avril 1955, von Braun acquiert la nationalité américaine.

### Responsable du programme de missiles balistiques de l'armée américaine
À partir de 1946 il travaille sur la centaine de V2 récupérés par l' U.S. Army, et assiste à leurs essais à White Sands Proving Ground, au Nouveau Mexique.
En 1950, il est nommé directeur technique du Redstone Arsenal établissement de l'armée de terre américaine situé à Huntsville (Alabama) pour la mise au point de missiles guidés. Il est à l'origine du missile Redstone, dérivé directement du V2 allemand, et premier missile balistique guidé de l'armée américaine, qui est utilisé en 1961 pour le lancement des premiers astronautes américains. Il est nommé directeur des recherches de l'Agence pour les missiles balistiques de l'armée de terre américaine en 1956. Il assure la mise au point des missiles Pershing et Jupiter.

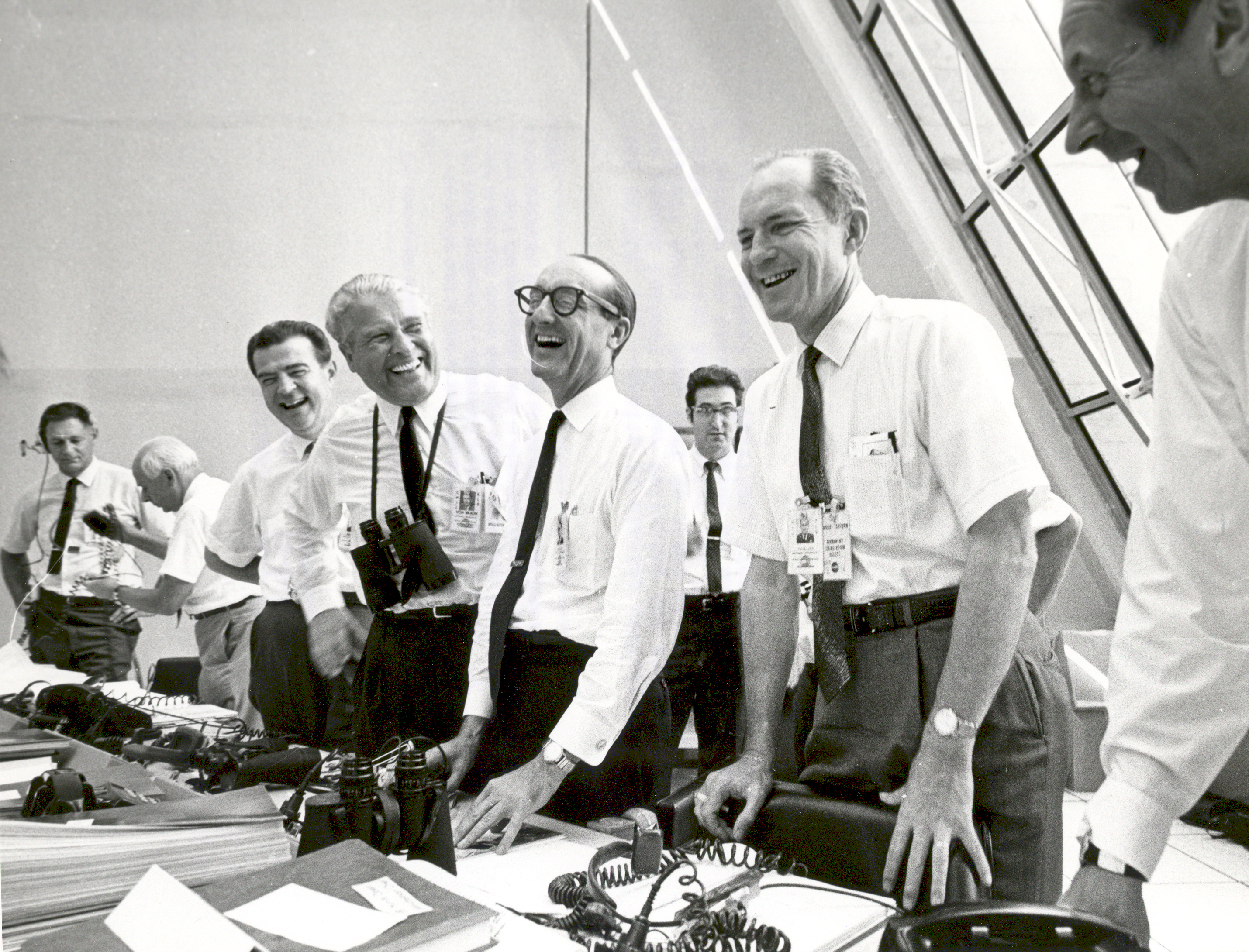
Von Braun (avec les jumelles au cou) et ses principaux collaborateurs après le lancement réussi de la fusée Apollo 11.

Au milieu des années 1950, il collabore avec Walt Disney à un grand nombre de films éducatifs ayant pour thème le programme spatial américain, pour tenter de populariser le rêve de l'aventure spatiale : Man in Space et Man and the Moon en 1955, puis Mars and Beyond en 1957. Ces films attirent l'attention non seulement du public, mais aussi des responsables du programme spatial soviétique. Dès 1954, Wernher von Braun expose à l'American Rocket Society un projet de mise en orbite d'un satellite artificiel, en utilisant comme lanceur le missile Redstone ; l'armée de terre, dont dépend von Braun, soutient l'idée, et lance sur cette base le projet Orbiter.
Mais le président Eisenhower ne place pas l'astronautique dans les priorités de son programme, et ne souhaite pas, en outre, que le lancement du premier satellite américain soit confié à une équipe majoritairement allemande. Le projet Orbiter est donc abandonné en août 1955, au profit du programme Vanguard, un programme concurrent qui dépend de la marine. Il faudra le succès de l'astronautique soviétique avec le lancement du premier satellite artificiel Spoutnik 1, le 4 octobre 1957, et l'échec cuisant du lancement du satellite TV-3 par la marine américaine et son lanceur Vanguard, le 6 décembre 1957, pour que von Braun revienne sur le devant de la scène, en prenant une part décisive dans le lancement du premier satellite artificiel américain (Explorer 1).

### Carrière à la Nasa: le développement de la fusée Saturn V

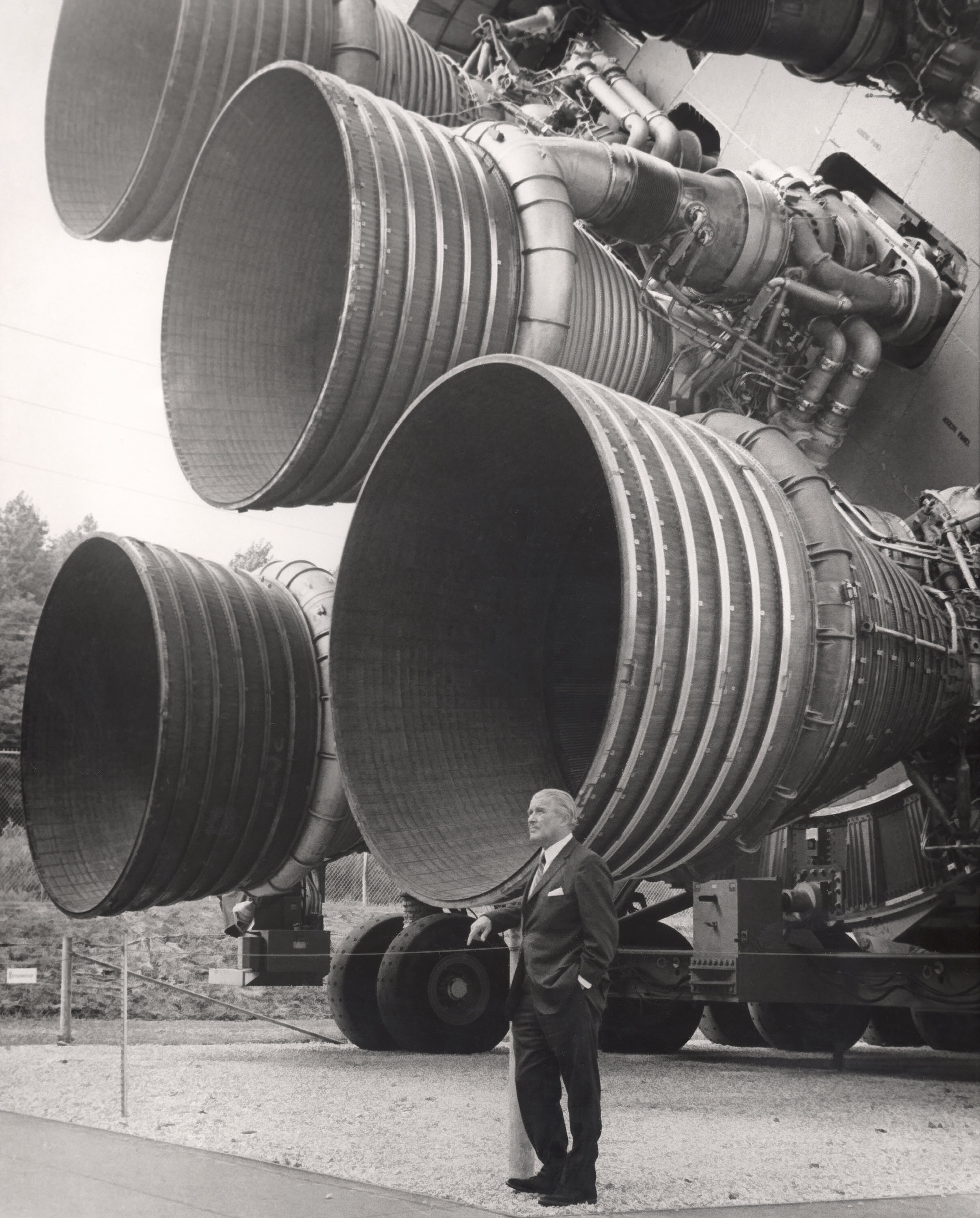
Wernher von Braun devant les moteurs F-1 du premier étage de la fusée Saturn V.

En 1958, l'agence spatiale américaine Nasa est fondée pour fédérer les efforts de recherche spatiale américains. Von Braun est nommé directeur du centre de vol spatial Marshall de l'agence (Huntsville, Alabama) et conservera ce poste stratégique jusqu'en 1970. Il participe aux programmes de vols habités Mercury et Gemini. Lorsque le programme Apollo est lancé par le président américain John Kennedy en 1961, von Braun prend en charge la conception de la fusée géante Saturn V, qui jouera un rôle essentiel dans la réussite des missions lunaires américaines.
Responsable des programmes jusqu'en 1970, il devient administrateur adjoint de la Nasa cette même année. Mais, très vite, il est en désaccord avec les nouvelles orientations de l'agence : von Braun souhaite poursuivre l'exploration spatiale vers Mars, alors que la priorité est désormais donnée à la mise au point de la navette spatiale.
En 1972, il quitte la Nasa et devient directeur adjoint de la société Fairchild Engine & Airplane Corporation. En 1975, il reçoit la National Medal of Science.

### Mort
Le 16 juin 1977, Wernher von Braun meurt des suites d'un cancer du pancréas, à Alexandria (Virginie). Le premier vol de la navette spatiale Enterprise, prévu le jour même, est reporté au lendemain en considération de cet événement.

## Relation avec le nazisme
Von Braun a eu une relation complexe et ambivalente avec le régime nazi. Il est devenu par commodité, dit-il, membre du NSDAP le 12 novembre 1937 sous le no 5 738 692:96. Reçu et félicité par Hitler en personne, il rejoint en 1940 la SS avec le grade de SS-Untersturmführer et le no 185 068 : après trois promotions, il atteint en juin 1943 le grade de SS-Sturmbannführer. Il prétend l'avoir fait par nécessité pour continuer ses recherches d'ingénieur et affirme n'avoir porté que quelques fois l'uniforme SS, ce que des témoins de Peenemünde confirment. Il existe de fait une photo où il est en uniforme SS aux côtés de Himmler. Il s'est dit ignorant des conditions de travail inhumaines des déportés, autant dans les tunnels de Peenemünde, situé sur l'île Usedom en mer Baltique, donc à des centaines de kilomètres de l'usine proche de Nordhausen en Thuringe, où il travaillait, que du camp de concentration de Dora, situé à proximité, ce qui est une invraisemblance manifeste. Pourtant von Braun admettait : « Beaucoup de ces détenus étaient dans un état effroyable de dénutrition. Je ne veux ni ne peux le nier. Les affamait-on systématiquement, comme on l'a souvent répété, pour les exterminer progressivement ? ». Après certaines tensions avec la Gestapo qui craint son départ pour l'Angleterre en mars 1944, il rentre en grâce et reçoit la croix du Mérite de guerre le 29 octobre 1944. Il ne se livre aux Américains qu'après la mort d'Hitler le 2 mai 1945.
La fabrication des V2 a fait davantage de morts (plus de vingt mille prisonniers ont perdu la vie à Dora) que leur utilisation comme arme. Dans son livre autobiographique, Wernher von Braun n'admet pas de responsabilité, minimisant sa position dans le camp. Il affirmera toujours n'avoir rien su de la souffrance des déportés et des morts de Dora-Mittelbau. D'après le Hollandais Albert van Dijk, survivant du camp, cette ignorance est invraisemblable. Tom Gehrels, astronome néerlando-américain, membre de la résistance néerlandaise pendant la Seconde Guerre mondiale a interrogé des prisonniers survivants. Il affirme dans la revue Nature à l'occasion d'un commentaire sur un ouvrage faisant référence à von Braun, que ce dernier ne pouvait ignorer la situation des déportés : « Von Braun arrivait le matin accompagné d'une femme non identifiée, il devait enjamber les corps des prisonniers morts et passer sous d'autres corps suspendus à une grue »,.

Dans De l'université aux camps de concentration, Charles Sadron, scientifique déporté à Dora en février 1944, a écrit au sujet de Wernher von Braun : 

« Je dois, cependant, satisfaire à la vérité en signalant que j'ai rencontré un homme qui a eu, vis-à-vis de moi, une attitude presque généreuse. Il s'agit du professeur von Braun, l'un des membres de l'état-major technique qui mit au point les torpilles aériennes. Von Braun est venu me voir à l'atelier. C'est un homme jeune, d'aspect très germanique, et qui parle parfaitement le français. Il m'a exprimé, en termes courtois et mesurés, son regret de voir un professeur français dans un tel état de misère, puis il m'a proposé de venir travailler dans son laboratoire. Certes, il ne peut être question pour moi d'accepter. Je refuse brutalement. Von Braun s'excuse et sourit en s'éloignant. J'apprendrai plus tard qu'en dépit de mon refus, il aura essayé quand même plusieurs fois d'améliorer mon sort, en vain d'ailleurs. »

 Lorsque Charles Sadron parle de son « atelier », il s'agit des tunnels où les déportés travaillaient, vivaient et mouraient dans des conditions inhumaines.

## Ouvrages
En 1958, Wernher von Braun a publié à New York First Men to the Moon aux éditions Holt, Rinehart & Winston. Cet ouvrage a été traduit en français par Catherine Imbert et publié en 1961 sous le nom Les Premiers Hommes sur la Lune aux éditions Albin Michel (89 pages).
En 1968, il publie Space Frontier également chez Holt, Rinehart & Winston, compilation d'articles de vulgarisation publiés dans la revue Popular Science entre 1963 et 1965. Cet ouvrage a été traduit par Charles-Noël Martin et Jean-Émile Charon et publié en 1969 aux éditions Planète sous le titre Voici l'espace.

## Citations
Dans son ouvrage History of rocketry & space travel, W. von Braun expose sa foi dans la conquête spatiale :

« Pendant la Renaissance, le prince Henri le Navigateur du Portugal a établi dans son château de Sagres ce qui ressemble le plus étroitement à ce que la Nasa essaye d'accomplir à notre époque. Il a systématiquement rassemblé des cartes, des architectures de bateau et des instruments de navigation du monde entier ; il a attiré à lui les marins les plus expérimentés du Portugal. Il a mis au point un programme progressif visant à l'exploration de la côte atlantique de l'Afrique et la découverte de l'extrémité la plus méridionale de ce continent, qu'il savait devoir être contournée si l'on voulait atteindre l'Inde par la mer. Avec la même résolution il a travaillé à établir, pour aller vers l'Extrême-Orient, un itinéraire, sans doute plus court, qui partait vers l'ouest. Le Prince Henri a formé les astronautes de son temps, des hommes comme Ferdinand Magellan et Vasco de Gama, et il a créé l'environnement qui, de l'Espagne voisine, a lancé Christophe Colomb dans son voyage historique. »

« L'Europe médiévale repliée sur elle-même a été par la suite transformée en un continent ouvert, tendu vers l'exploration et le développement. L'Angleterre est devenue un endroit différent après que des hommes comme Sir Francis Drake ou Sir Walter Raleigh ont suivi les pas des navigateurs portugais et espagnols. Comme résultat direct de cette époque d'exploration qui a ouvert leurs yeux et a amélioré leurs modes de vie, les Européens et leur descendance américaine ont depuis lors mené le monde dans un dynamisme intellectuel. »

« Il aurait été difficile pour Henri le Navigateur de répondre à une demande de justification de ses actions sur une base rationnelle ou de prévoir le profit ou la rentabilité de son programme d'exploration. Il a accompli un acte de foi et le monde est devenu plus riche et plus beau grâce à ce programme. L'exploration de l'espace est le défi de notre époque. Si nous continuons à mettre notre foi en elle et à la poursuivre, elle nous en récompensera généreusement. »

« À une époque la Chine a eu une flotte à la fois marchande mais aussi d'exploration qui a rejeté ses rivaux dans l'ombre. Ils l'ont délibérément abandonnée et ont alors stagné pendant plusieurs centaines d'années. Une société moderne ne peut pas se permettre de stagner de la même manière. »

« Nous pouvons arriver à vaincre la pesanteur. Pas la paperasserie »

« J'ai appris à employer le mot « impossible » avec la plus grande prudence. »

« La fusée a parfaitement fonctionné si l’on fait abstraction du fait qu’elle n’a pas atterri sur la bonne planète. »

## Dans les arts et la culture populaire

### Cinéma
- 1960 : L'Homme des fusées secrètes de J. Lee Thompson avec Curd Jürgens.
- 1964 : Docteur Folamour de Stanley Kubrick, dont le personnage du docteur est inspiré de Wernher von Braun.
- 1999 : Ciel d'octobre de Joe Johnston, joué par Joe Digaetano.
- 2005 : À la conquête de l’espace de Christopher Spencer et Mark Everest avec Richard Dillane.

#### Télévision
- 1997 : L'Épopée des fusées, épisode 2 Le temps des pionniers d'Alan R Martin et William Humphrey.
- 2013 : Duels saison 1 épisode 4 : Sergueï Korolev - Wernher von Braun, duel sous la Lune.
- 2019 :
  - For All Mankind de Ronald D. Moore, Matt Wolpert et Ben Nedivi avec Colm Feore[30].
  - La conquête de la Lune : toute l'histoire, série présentant le rôle de Von Braun.
- 2020 : L'Étoffe des héros avec Sacha Seberg.

### Littérature

#### Bande dessinée
- 2012 : Il joue un rôle important dans la série The Manhattan Projects de Jonathan Hickman et Nick Pitarra.
- 2021 : Von Braun - L'histoire du plus célèbre des ingénieurs nazis[31], bande-dessinée de Robin Walter

#### Roman
- 1964 : Le Jardin de Kanashima de Pierre Boulle, fiction dont le personnage principal est Von Braun (sous le pseudonyme de Von Schwartz), à la conquête de la Lune
- 2017 : « Le dernier des nôtres » d’Adélaïde de Clermont-Tonnerre.

## Galerie

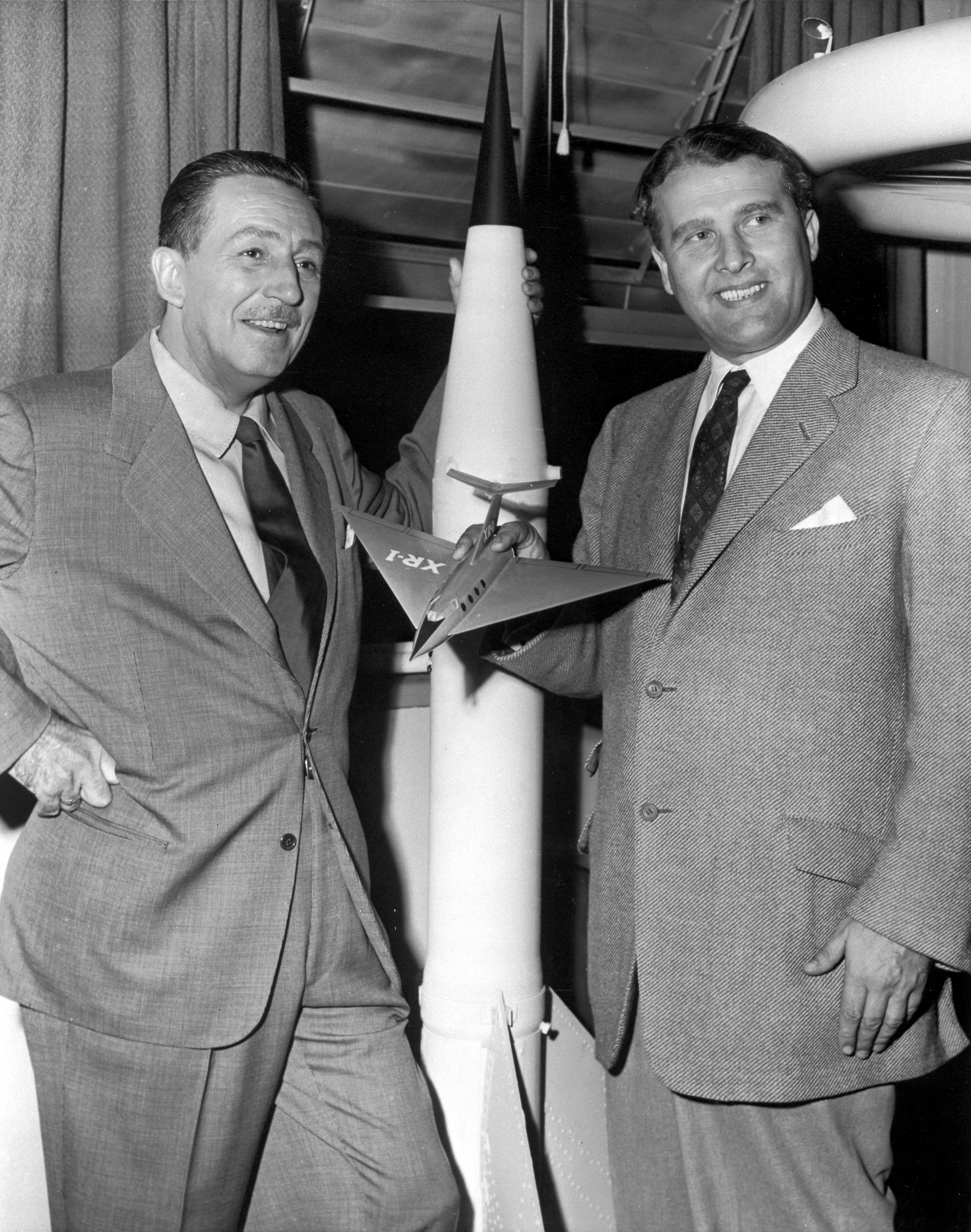
Wernher von Braun et le producteur Walt Disney posant pour trois films de vulgarisation sur le programme spatial américain en 1954, visant à sensibiliser le public américain pendant la guerre froide.
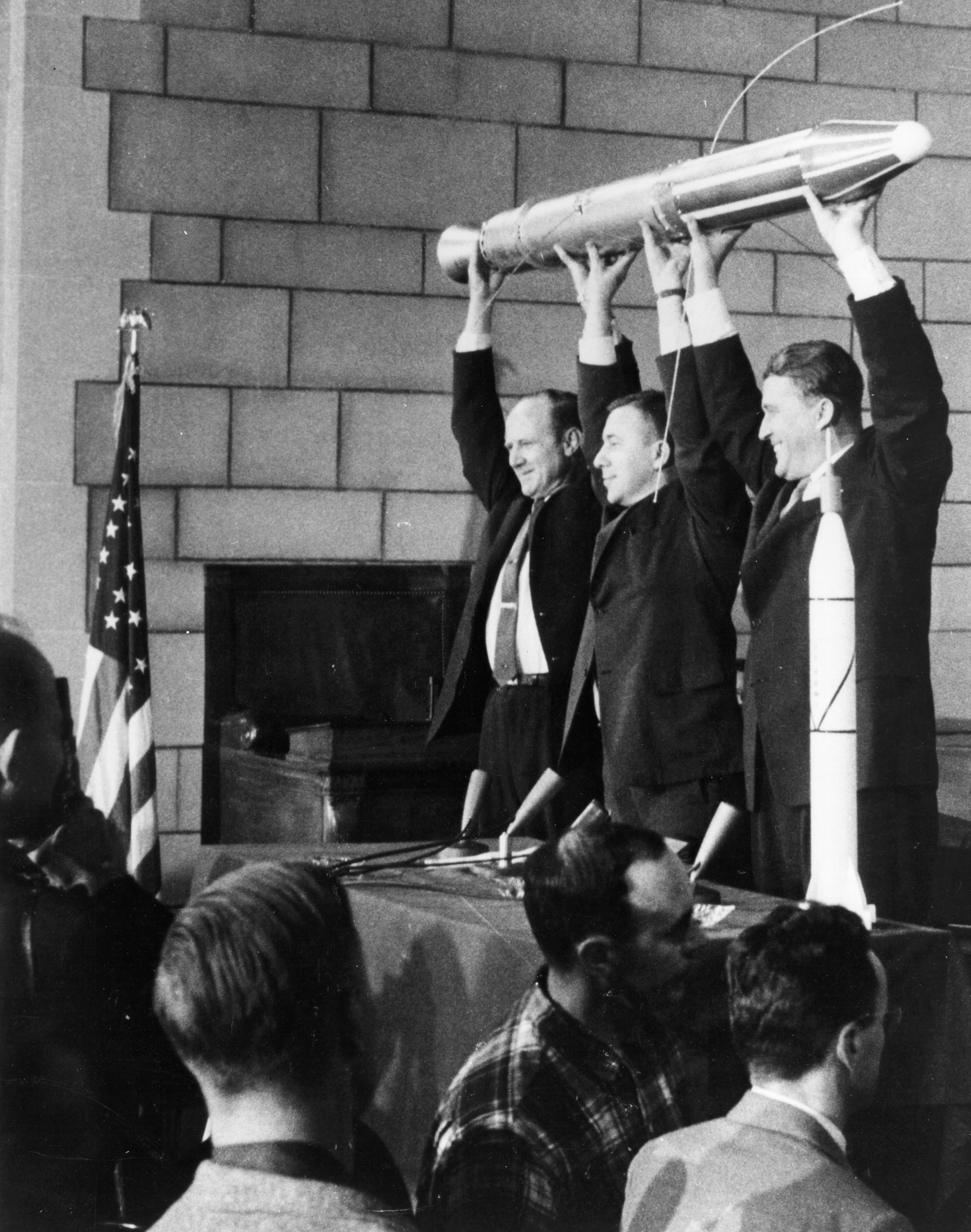
Conférence de presse après le lancement d'Explorer 1.
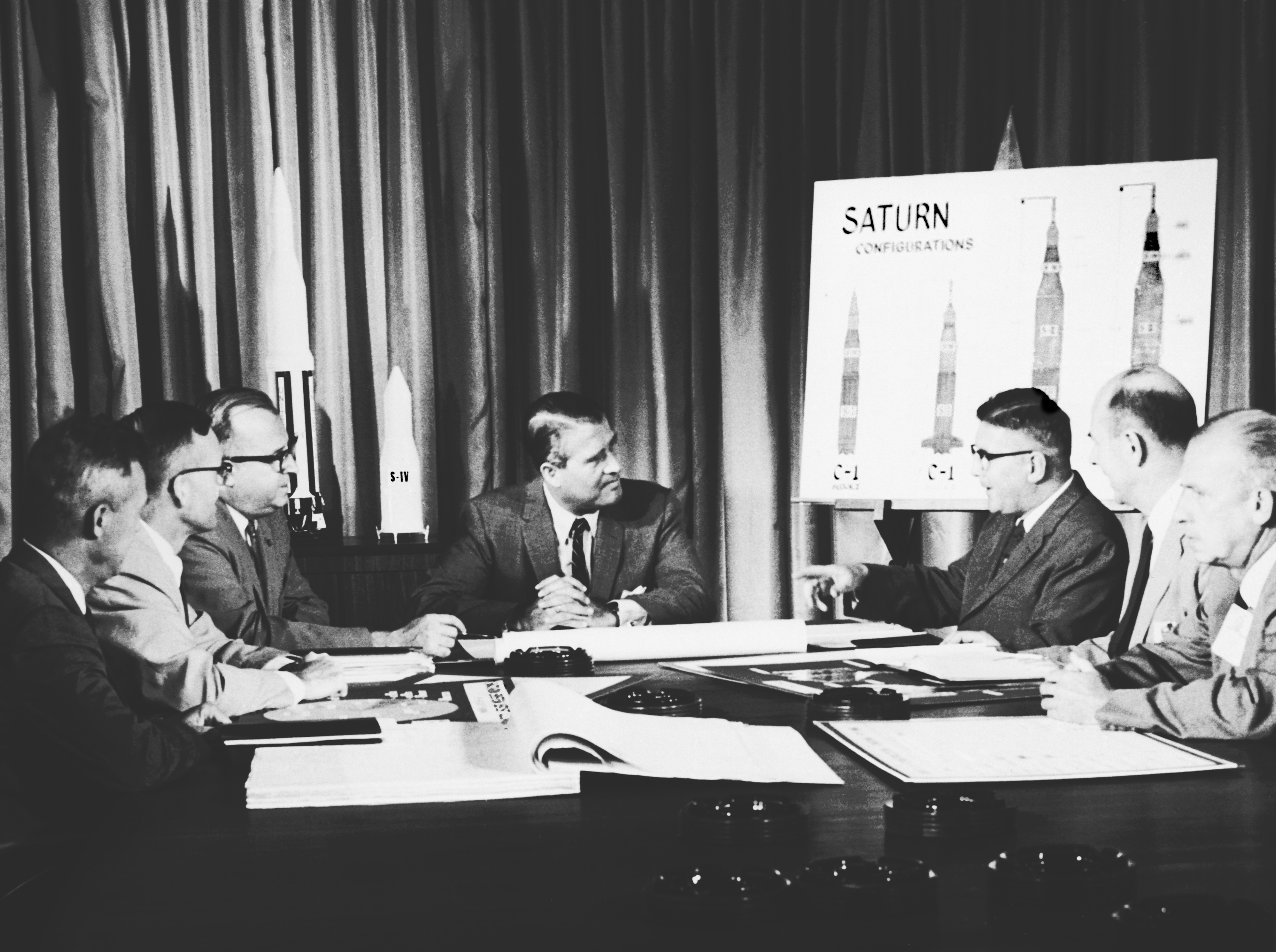
En 1961 avec son état-major au centre de vol spatial Marshall.
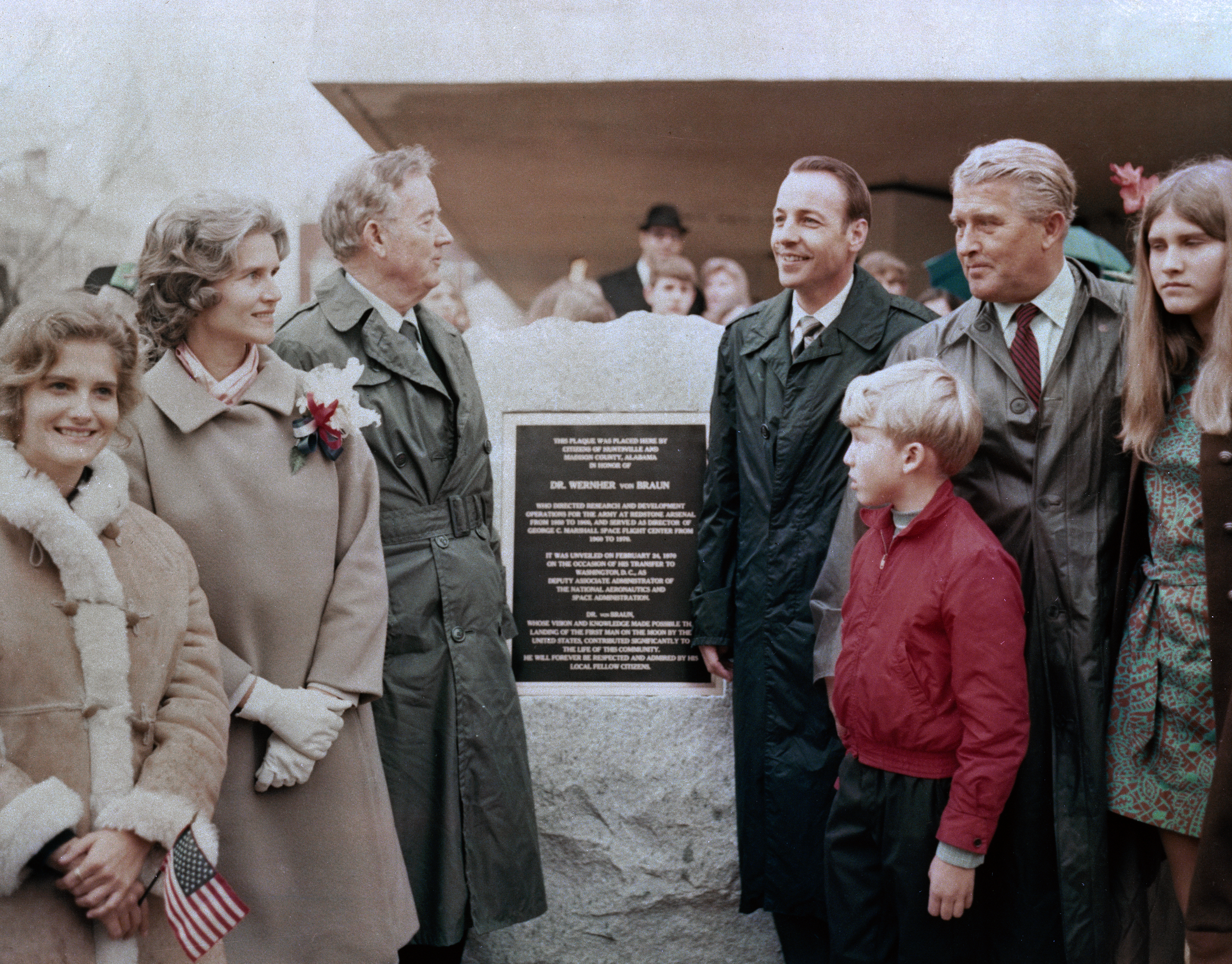
Wernher von Braun et sa famille en 1971.
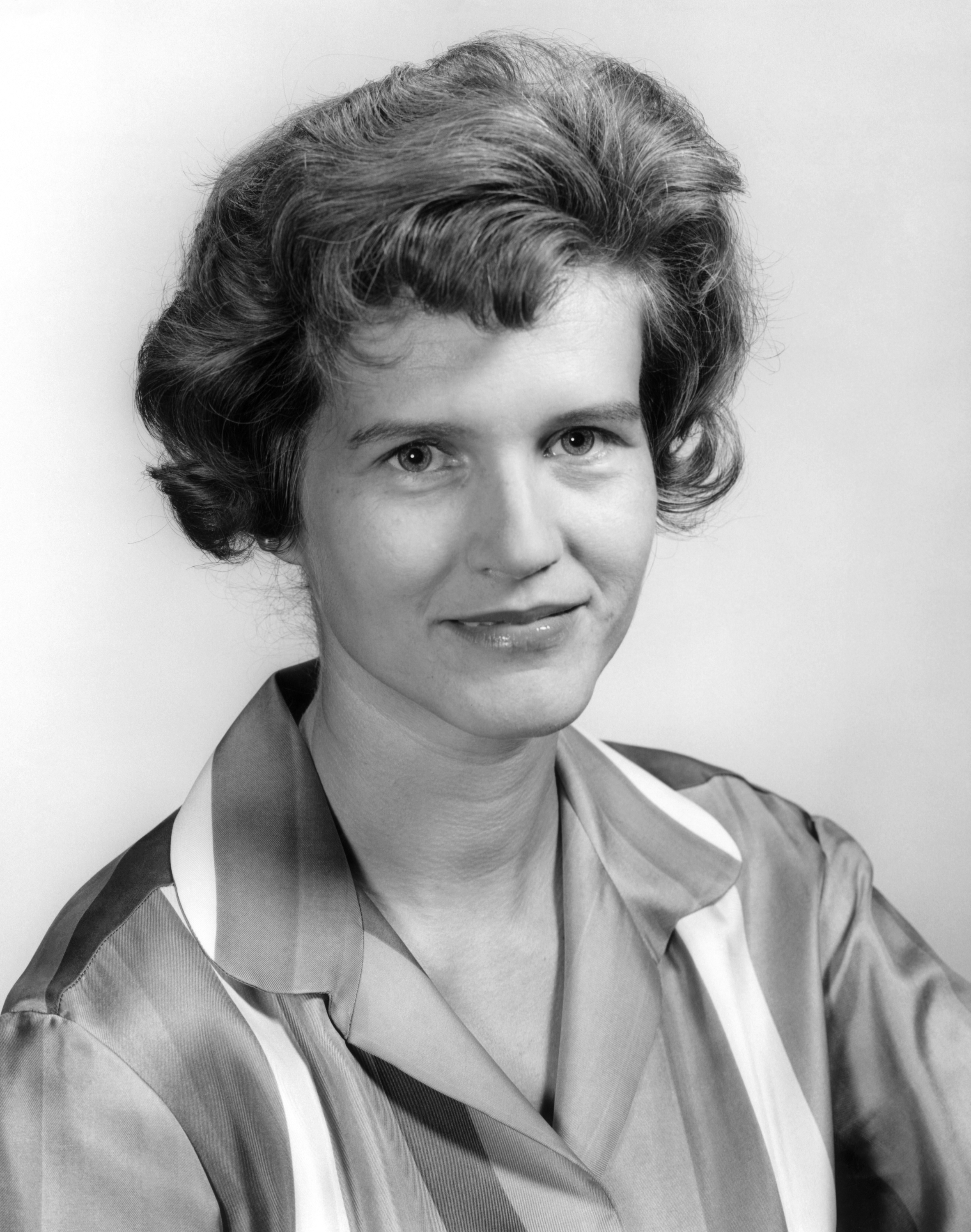
Portrait de Maria von Braun en 1963.